# Verbascum schimperi
Verbascum schimperi är en flenörtsväxtart som beskrevs av Sidney Alfred Skan. Verbascum schimperi ingår i släktet kungsljus, och familjen flenörtsväxter. Inga underarter finns listade i Catalogue of Life.